# 新聞公正競争規約
新聞公正競争規約（しんぶんこうせいきょうそうきやく）は、日本の景品表示法第10条の規定に基づき日本の多くの新聞事業者（新聞社及び新聞販売業者）が共同して定め、公正取引委員会の認定を受けた新聞業における景品提供の自主規制ルールである。
正式名称は「新聞業における景品類の提供の制限に関する公正競争規約」という。

## 制定経過
- 1964年 「新聞業における景品類の提供の禁止に関する公正競争規約」（昭和39年公正取引委員会告示第16号）制定。
- 1998年 上記規約を全面改正するため、新たに「新聞業における景品類の提供の制限に関する公正競争規約」（平成10年公正取引委員会告示第17号）制定。
- 2000年 平成12年公正取引委員会告示第30号により一部改正。
- 2009年 平成21年公正取引委員会告示第17号により一部改正。

## 参加事業者
111新聞社（発行本社）と150系統会（新聞社別・地域別の新聞販売業者団体）。個々の参加事業者は、この規約を実施するため「新聞公正取引協議会」を組織し、その会員となる。

## 制定趣旨及び内容
この規約は、新聞業における景品類の提供について以下のとおり制限を設け、会員がその制限に違反した場合の新聞公正取引協議会による措置を定めるものである。
- 懸賞により提供する景品類について、懸賞景品制限告示（一般ルール）よりも厳しい制限を設ける。
  - 景品類の最高額 … 取引の価額の10倍又は5万円のいずれか低い金額を超えない範囲
  - 総額 … 取引の予定総額の1000分の7を超えない額の範囲
  - 懸賞の実施地域の最小単位 … 都道府県とする（新聞の発行・配布区域が都道府県の一部の場合はその配達区域）
  - 実施回数、実施期間 … 原則として3回、3か月（回数追加・延長は、9か月を超えない範囲で可能）
  - その他、地域、商店街、市町村などの単位で行う共同懸賞に関する制限あり
- 懸賞によらないで提供する景品類
  - 「取引の価額の100分の8」又は「6か月分の購読料金の100分の8」のいずれか低い金額の範囲（第3条③イ）
ただし以下2項を除く。
    - 「新聞類似の付録等」 （第3条③ロ、第4条）
      - 当該新聞を補完する機能を有し、かつ、当該新聞と別個では通常販売できないと認められるもの（号外含む）
      - 宣伝版（新聞の特質、新聞社の機構、事業等の解説、紹介又は宣伝に関する事項を掲載したものに限る。）
      - 宣伝用パンフレット (B4判換算で32ページ分を超えないこと）
      - 家計簿、メモ帳、時間表、星取表、地図、カレンダー、新聞整理袋等の印刷物（宣伝用パンフレットの要件を満たすもの）

    - 「公開招待」 （第3条③ハ） : 施行規則で定める
- 「編集企画に関する景品類」（第3条２、第6条） : アンケート、クイズ等の回答、将来の予想等の募集
  - 最高額 … 3万円を超えない額
  - 募集要項を自己の発行する新聞にのみ掲載すること
  - 応募資格を新聞購読者に限定しないこと
  - 販売業者を関与させないこと
- 「予約紙等（第5条）」
  - 契約開始前月末・翌月初における新聞の無償提供、試読用の無償提供

## 備考
新聞業の景品類提供については景品表示法第3条の規定に基づき、業種別景品制限告示の一つとして「新聞業における景品類の提供に関する事項の制限」（平成12年公正取引委員会告示第29号）が定められており、違反した場合は公正取引委員会による排除命令の対象となる。制限の内容は新聞公正競争規約と同趣旨であるが、新聞公正取引協議会会員の違反行為はまず規約による措置が優先する。